# Jorginho (ur. 1995)
Jorginho, właśc. Jorge Fernando Barbosa Intima (ur. 21 września 1995 w Bissau) – piłkarz z Gwinei Bissau, występujący na pozycji pomocnika. Uczestnik Pucharu Narodów Afryki 2019 i Pucharu Narodów Afryki 2021.

## Kariera klubowa
Urodzony w Bissau, Jorginho w wieku 17 lat dołączył do juniorskiego zespołu Manchesteru City. Po przedłużeniu umowy o rok w dniu 7 lipca 2015 został przesunięty do drużyny rezerw.
Na koniec zimowego okna transferowego 2016 Jorginho przeniósł się do Portugalii i dołączył do FC Arouca podpisując kontrakt na 3,5 roku. Zadebiutował w Primeira Liga 7 lutego, wchodząc na boisko jako rezerwowy w 78. minucie wyjazdowego meczu z FC Porto.
17 grudnia 2016, Jorginho strzelił hat-tricka w wygranym 4:1 wyjazdowym spotkaniu z Moreirense FC. Zimą 2017 na zasadzie wypożyczenia trafił do AS Saint-Étienne występującego we francuskiej Ligue 1. Po pół roku został zawodnikiem francuskiej drużyny na stałe, jednak 31 lipca 2017 powrócił do Portugalii, po tym jak został wypożyczony na sezon 2017/2018 do GD Chaves.
19 czerwca 2018, Jorginho dołączył do bułgarskiego CSKA Sofia, zostając wypożyczony do końca sezonu. Rok później uzgodnił warunki umowy z Ludogorcem Razgrad, do którego trafił za kwotę niewiele poniżej 1 miliona Euro. W latach 2021–2022 grał w Wiśle Płock, po odejściu z Polski został zawodnikiem Ordabasów Szymkent.

## Kariera reprezentacyjna
Jorginho reprezentował Portugalię w rozgrywkach młodzieżowych. Znalazł się w kadrze na Mistrzostwa Europy U-19 w 2014. Na turnieju wystąpił w trzech meczach - w tym zagrał osiem minut w finale przeciwko Niemcom.
22 marca 2018, Jorginho zadebiutował w seniorskiej kadrze Gwinei Bissau, wychodząc w podstawowym składzie drużyny na mecz towarzyski przeciwko Burkinie Faso.